# Ramin Jahanbegloo
Ramin Jahanbegloo (persiska: رامین جهانبگلو), född 1961 i Teheran, iransk politisk filosof och universitetsprofessor. Jahanbegloo tog sin doktorsexamen i filosofi från Sorbonnes universitet och fortsatte sin post-doktorsutbildning i Mellanösternstudier vid Harvard University. Han är författare till ett tjogtal böcker i filosofi och religion på engelska, franska och persiska.
Jahanbegloo är kusin till den berömde filosofen och religionsvetaren Seyyed Hossein Nasr.

## Böcker (urval)
- Phoenix: Conversations with Isaiah Berlin: Recollections of an Historian of Ideas, 2000, ISBN 1-84212-164-2 / 978-1842121641.
- Iran: Between Tradition and Modernity, 2004, ISBN 0-7391-0529-9 / 978-0739105290.
- Gandhi: Aux sources de la non-violence : Thoreau, Ruskin, Tolstoi, 1998, ISBN 2-86645-327-1 / 978-2866453275.